# Laia, el regal d'aniversari
Laia, el regal d'aniversari és un telefilm dirigit per Jordi Frades protagonitzada per Cristina Brondo. Una part de la banda sonora està formada per cançons de Sau.

## Argument
La Laia està a punt de complir setze anys i, com qualsevol noia de la seva edat, és inconformista, rebel i manté amb els seus pares la relació típica d'una adolescent difícil. És la filla gran del matrimoni format per la Maria i el Joan. Viuen, juntament amb l'àvia Conxita i l'Oriol, el menut, en una casa unifamiliar als afores de Barcelona.
La Laia fa uns dies que està una mica tensa amb la seva mare; no s'entenen gaire i, per acabar-ho d'arreglar, li han donat les notes plenes de suspensos i faltes d'assistència. La resposta dels pares és fulminant: no podrà sortir de casa el cap de setmana, però, aprofitant que marxen per una reunió de treball que té el seu pare, la Laia decideix anar a Barcelona amb una amiga.

## Repartiment
| Actor / actriu original | Personatge |
| ----------------------- | ---------- |
| Cristina Brondo         | Laia       |
| Vicky Peña              | Maria      |
| Francesc Orella         | Joan       |
| Ramon Madaula           | Javi       |
| Amparo Soler Leal       | Àvia       |
| Lluís Marco             | Inspector  |